# Alison Goodman
Pour les articles homonymes, voir Goodman.
Œuvres principales
- Série Eona
- Série Lady Helen

Alison Goodman, née le 18 août 1966 à Melbourne, est une romancière et nouvelliste australienne.

## Biographie
Alison Goodman vit à Melbourne avec sa famille, Ron son mari et leurs chiens Jack Russel Terrier, Xanderpup et Spikeyboy.

Elle a obtenu en 1999 une bourse d'écriture par l'université de Melbourne. Elle possède un Master ès Arts obtenu à l'institut royal de technologie de Melbourne et anime les ateliers d'écriture avec des étudiants.
Son premier roman, Singing the Dogstar Blues, publié en Australie en 1998, est par la suite sorti dans plusieurs pays. Le roman a gagné le prix Aurealis pour le meilleur roman jeune-adulte et plusieurs autres prix.
En juillet 2007, son roman policier Killing the Rabbit a été publié aux États-Unis et récompensé par le Davitt Award.
Son premier livre fantastique, Eon et le Douzième Dragon a été publié en Australie et aux États-Unis en 2008. Il est sorti en Australie sous le titre The Two Pearls of Wisdom et aux États-Unis sous le titre Eon: Dragoneye Reborn. Il a par la suite été vendu dans 13 pays et traduit dans 10 langues. Le roman a gagné en 2008 le prix Aurealis pour le meilleur roman de fantastique.
Alison Goodman a aussi écrit des histoires courtes pour plusieurs anthologies.

## Œuvres

### SérieEona
1. Eon et le Douzième Dragon, La Table Ronde, 2009 ((en) The Two Pearls of Wisdom, 2008)
2. Eona et le Collier des dieux, Gallimard Jeunesse, 2011 ((en) The Necklace of Gods, 2011)

### SérieLady Helen
1. Le Club des mauvais jours, Gallimard Jeunesse, 2016 ((en) The Dark Days Club, 2016)
2. Le Pacte des mauvais jours, Gallimard Jeunesse, 2017 ((en) The Dark Days Pact, 2017)
3. L'Ombre des mauvais jours, Gallimard Jeunesse, 2019 ((en) The Dark Days Deceit, 2018)

### SérieLady Augusta Colebrook
- Le Cercle des femmes rebelles, Albin Michel, 2024 ((en) The Benevolent Society of Ill-Mannered Ladies, 2023), trad. Florence Schneider, 528 p.  (ISBN 978-2-226-47168-0)

### Romans indépendants
- (en) Singing the Dogstar Blues, 1998
- (en) Killing the Rabbit, 2007

### Nouvelles
- (en) One Last Zoom at the Buzz Bar, 1994Dans The Patternmaker: Nine Science Fiction Stories
- (en) Dead Spyders, 1997Dans Eidolon #24
- (en) The Real Thing, 2006Dans Firebirds Rising: An Original Anthology of Science Fiction and Fantasy